# 孟高
孟高（？—370年），五胡十六国時代前燕人物。
孟高出仕前燕，担任左衛将軍。369年九月，东晋大司馬桓温征伐前燕，前燕原兗州刺史孫元率部响应，驻扎武陽，准备与前燕对峙。被孟高击败，擒获孫元。
370年八月，桓温围攻前燕揚州刺史袁瑾所守的寿春，孟高率騎兵救援袁瑾，到达淮北还没渡河，前燕、前秦的战争开始，皇帝慕容暐召回了孟高。
十一月，前秦軍入鄴城，孟高与慕容暐、太傅慕容評、衛大将軍慕容臧、定襄王慕容淵、殿中將軍艾朗率领数十騎逃走，直奔龙城。逃亡之路极其艰难，遭到土匪袭击，但是他们继续逃走。孟高负责在慕容暐身边護衛。数日后，到达福禄，在土丘上休息时，遭到二十余名盗贼的袭击。賊人手持弓矢，孟皋持刀力战杀数人。他奋力拼搏，继续奋勇搏斗，直到抓住一名盗贼，将其摔倒在地。剩下的盗贼向他射箭，孟高最终被射杀。艾朗也奋战而死。慕容暐在混乱中失去了马匹，但得以安全逃脱。
慕容暐被前秦游擊将軍郭慶俘获，并被送往邺城。慕容暐在会见前秦天王苻堅时，谈到了孟高、艾朗的忠義行为。苻坚命人厚葬孟高、艾朗，并提拔他们的儿子为郎中。